# Asociación Española de Africanistas
La Asociación Española de Africanistas es una sociedad científica española sin ánimo de lucro, inscrita con el número 54.710 del Registro Nacional de Asociaciones del Ministerio del Interior, con fecha 23/04/1984, cuyos objetivos son impulsar el estudio de continente africano en España, promover el interés por los temas y las sociedades africanas y colaborar con instituciones africanistas, especialmente las africanas e iberoamericanas. Estos puntos fueron ampliados más tarde a la promoción de la cooperación, estimular la toma de conciencia acerca de la contribución de los pueblos y culturas africanos, así como la defensa de la paz y de un sistema mundial más justo. Su sede es el Colegio Mayor Universitario Nuestra Señora de África en Madrid, donde se celebran congresos, jornadas y exposiciones artísticas y literarias. Con más de treinta años de actividad, en la actualidad es la sociedad decana de Estudios Africanos en España.

## La Asociación y sus fines
El 6 de enero de 1984, un conjunto de estudiosos y académicos españoles formado por Íñigo de Aranzadi y Cuervas-Mons, Luis Beltrán y Repetto, Carlos González Echegaray, Tomás Mestre Vives, Julio Cola Alberich,  Gerardo González Calvo y Antonio Villariño, constituyeron la Asociación Española de Africanistas (AEA), domiciliada en el Colegio Mayor Nuestra Señora de África, un centro de universitario de convivencia hispano-africana dependiente del Ministerio de Asuntos Exteriores y Cooperación]] adscrito académicamente a la Universidad Complutense de Madrid. Desde 2014, el Colegio se encuentra incorporado a la Escuela de Organización Industrial. La fundación de la AEA supuso un enorme avance en los Estudios Africanos en los años ochenta, dada la carencia en España de una agrupación científica similar y el impulso a la creación de materias y centros de estudios africanos en la universidad española. 
A lo largo de los últimos treinta años, la AEA ha desarrollado su actividad mediante la convocatoria de un gran número de cursos universitarios, mesas redondas, conferencias, jornadas, seminarios, debates, etc., en los que han participado las principales personalidades del ámbito académico y científico (historia, cultura, economía, antropología, literaturas, derecho), de las diplomacia y las relaciones internacionales, del periodismo y de las Fuerzas Armadas. Destacan, además, la edición de la Revista de Estudios Africanos, la participación en los principales congresos internacionales, y la realización de numerosas jornadas de amplia temática: Mundo Árabe, los problemas del África subsahariana, la cooperación para el desarrollo, la descolonización, etc. Ha coorganizado además la impartición de los cursos de idiomas africanos del Colegio Mayor África, y ha colaborado en la organización de importantes congresos internacionales –entre ellos los dos primeros Congresos de Estudios Africanos en el Mundo Ibérico, celebrados en Madrid–, que han convertido a la AEA y al Colegio Mayor Universitario Nuestra Señora de África en un espacio de referencia para la investigación, la divulgación y la enseñanza del ámbito africano y de las relaciones internacionales. 

## Presidentes de la Asociación
- 1984-1989. Dr. Luis Beltrán y Repetto. Profesor de Sociología de la Universidad de Alcalá, Director de la Cátedra UNESCO de Estudios Afroiberoamericanos y Doctor honoris causa por la Universidad de Kinshasa (2011).
- 1989-1991. Dr. Armando Ligero Morote. Director del Hospital General de Bata, Subdirector del Servicio Sanitario de Guinea Ecuatorial y antropólogo.
- 1991-2003. Dr. José Urbano Martínez Carreras. Profesor Emérito de la Universidad Complutense de Madrid e historiador.
- 2003. Dr. Carlos González Echegaray. Filólogo, bibliógrafo, director de la Hemeroteca Nacional y profesor de la Universidad de Deusto.
- 2003-2012. Dr. Javier Morillas Gómez. Catedrático de la Universidad CEU-San Pablo y economista.
- 2012-2015. D. Basilio Rodríguez Cañada, Presidente del PEN Club de España, escritor y editor.
- 2015-actualidad. Dr. Mbuyi Kabunda, Profesor de Relaciones Internacionales de la Universidad Autónoma de Madrid. Miembro del Instituto Internacional de Derechos Humanos de Estrasburgo.

## Algunas publicaciones
- Revista de Estudios Africanos Índice de impacto
- Boletín de la AEA Índice de impacto

- Mariano L. de Castro Antolín, La población de Santa Isabel en la segunda mitad del siglo XIX. ISBN 84-922202-0-1 Conflictos y Cooperación en África actual, Madrid: AEA, 1992, 64 págs. ISBN 84-95140-26-8
- José Luis González Hidalgo, Tánger y la diplomacia española.', Madrid: AEA, 1993, 64 págs. ISBN 84-922202-0-X
- M. Carme Junyet, La expansión bantú, Madrid: AEA, 1998, 64 págs. ISBN 84-922202-1-x
- José U. Martínez Carreras (coord.), Relaciones entre España y Marruecos en el siglo XX, Madrid: AEA, 1992, 144 págs. ISBN 84-922202-2-8
- José U. Martínez Carreras y Basilio Rodríguez Cañada (eds.), Conflictos y Cooperación en África actual, Madrid: Sial-AEA, 2000, 192 págs. ISBN 84-95140-26-8
- José Ramón Trujillo (ed.), África hacia el siglo XXI, Madrid: Sial-AEA, 2001, 592 págs. ISBN 84-95498-45-6
- Justo Bolekia Boleká, Los callados anhelos de una vida, Madrid: Sial-Casa de África, 2012, 82 págs. ISBN 978-84-15746-07-2

## Actividades relevantes
- I Congreso de Estudios Africanos en el Mundo Ibérico, UCM-CMUNSA, 1991.
- Curso General de Historia de África, CMUNSA 1994.
- Curso General de Historia de África y África actual, CMUNSA 1995.
- Curso Universitario de Historia Contemporánea de África, CMUNSA 1996.
- Curso Universitario de Aproximación al África Árabe-Islámica del Norte, CMUNSA 1997.
- Curso Universitario de Aproximación al África Subsahariana del siglo XX, CMUNSA 1998.
- Seminario internacional sobre Relaciones entre España y Marruecos en el siglo XX, UCM-CMUNSA 1998.
- II Congreso de Estudios Africanos en el Mundo Ibérico, CMUNSA, 1999.
- Curso Universitario sobre Conflictos y Cooperación en África actual, CMUNSA, 18 de febrero - 23 de abril de 1999.
- Jornadas de Literatura Hispanoafricana, CMUNSA-Fundación Sur, 2000, 2007, 2009 y 20012.
- Ciclo de Conferencias “Sáhara Español Desconocido 1882 – 1976”, CMUNSA, 4 de marzo - 29 de abril de 2010.
- Tribuna África (ciclos de mesas redondas), CUMNSA-Fundación Sur, 2007, 2008, 2009 y 2010.
- Tribuna África (ciclos de mesas redondas), Fundación Sur, 2011.
- Encuentros tunecino-españoles de Intelectuales y Escritores, Universidad de La Manouba-Biblioteca Nacional de Túnez, 2011, 2012 y 2014.
- I Coloquio Internacional de Estudios Africanos. El africanismo en España, Casa de África, Madrid, 2013.
- II Coloquio de Estudios Africanos: 30 aniversario de la AEA, CMUNSA, Madrid, 2014.
- I Jornadas de Estudios Mediterráneos: Túnez y la Primavera Árabe, Universidad Autónoma de Madrid, 2014.